# Beta-2 microglobulina
La β₂ microglobulina (B2M) és un component de les molècules MHC classe I. Les molècules MHC de classe I tenen proteïnes α1, α₂ i α₃ que estan presents a totes les cèl·lules nucleades (excloent els glòbuls vermells). En humans, la proteïna de la microglobulina β₂ està codificada pel gen B2M.